# Muskusschildpad
De muskusschildpad (Sternotherus odoratus) is een schildpad uit de familie modder- en muskusschildpadden (Kinosternidae).
De soort werd voor het eerst wetenschappelijk beschreven door Pierre André Latreille in 1801. Oorspronkelijk werd de wetenschappelijke naam Testudo odorata gebruikt. De soortaanduiding odoratus betekent vrij vertaald 'geurend' en slaat op de stank die het dier verspreidt als het zich bedreigd voelt.

## Uiterlijke kenmerken
Deze soort wordt niet erg groot en bereikt een carapaxlengte (gemeten over het schild) van maximaal 14 centimeter, de meeste exemplaren blijven kleiner. De kleur van het rugschild varieert van geelbruin tot diep donkerbruin, het schild heeft grote hoornplaten in het middendeel en juist zeer kleine plaatjes aan de dunne rand. Op de kop lopen aan iedere flankzijde twee strepen; een van de neus naar de bovenkant van de nek, en een van de neus naar de onderzijde van de nek. Zowel van de bovenkant, onderkant als zijkanten is dus een witte driehoek te zien, en hieraan zijn ze eenvoudig te herkennen.
De mannetjes onderscheiden zich van de vrouwtjes door een grotere en dikkere staart en een veel kleiner plastron, dat meer uit bindweefsel dan uit hoornplaten bestaat. De huidskleur varieert van lichtgrijs tot bijna zwart. Zeer jonge dieren vertonen 3 lengtekielen over het zeer donkere schild. Deze verdwijnen naarmate de dieren ouder worden.
De muskusschildpad heeft een aangepaste tong die hem in staat stelt zijn leven onder water te vergemakkelijken. De tong heeft knopvormige cellen die zuurstof uit water onttrekken, waardoor de schildpad minder frequent aan de oppervlakte hoeft te ademen.

## Verspreiding en leefgebied
De schildpad komt voor vanaf de zuidgrens van Canada tot het zuidoosten van de Verenigde Staten. De habitat bestaat uit langzaam stromende of stilstaande wateren, bij voorkeur met een zachte bodem.

## Levenswijze
Het voedsel bestaat uit insecten, wormen en andere kleine waterdieren, maar ook wel planten en aas zij het zeer af en toe en geen echt onderdeel van het menu. De muskusschildpad beschikt over geurklieren, de wetenschappelijke soortnaam odoratus betekent geur en verwijst naar de stinkende stof die wordt uitgescheiden bij verstoring. De klieren bevinden zich op de brug tussen carapax en plastron, en bevatten een secretie die sterk doet denken aan muskus, waaraan deze schildpadden hun Nederlandse naam ontlenen.
Het is geen beste zwemmer, maar het dier verlaat, in tegenstelling tot de meeste modderschildpadden (Kinosternidae) het water zeer zelden. Ook wordt er weinig gezond. De dieren zijn voornamelijk in de schemering actief. Het zijn echte bodemscharrelaars, voedsel wordt op de geur gezocht. Er zijn waarnemingen van deze dieren op dieptes tot 6 meter. Jonge dieren zoeken soms ook op land naar voedsel, maar eten het onder water op. Boven water hebben ze moeite om te slikken door hun speciale tong (zie verder).
Zijn vijanden zijn onder meer zeearenden, roodschouderbuizerds, alligators en grote vissen, zoals de Amerikaanse baars.

## Voortplanting
Een legsel bestaat meestal uit 1 tot 5 eieren, die onder een boomstronk of in de wand van een bisamrathol worden gelegd.

## In gevangenschap
Doordat deze soort redelijk klein blijft is de muskusschildpad vaak een betere keuze dan bijvoorbeeld de geelwangschildpad en de geelbuikschildpad, die dubbel zo groot kunnen worden, om in gevangenschap te houden. Een aquarium van 80×40×40 (l×d×h) is ruim voldoende voor één exemplaar. Het beste zijn de schildpadden solitair of in tweetallen te houden. Dit geldt voor na hun eerste jaar. In het eerste jaar kunnen ze in grotere getallen gehouden worden tot zeven dieren, maar daarna moeten ze ook echt gesplitst worden. De schildpadden komen zelden het water uit om te zonnen, al zullen de meeste muskusschildpadden wel van tijd tot tijd dankbaar gebruikmaken van een warmtelamp indien die wordt aangeboden. Ook een uv-lamp is goed voor het dier vanwege het aanmaken van vitamine D voor een sterk en gezond schild. De watertemperatuur dient rond kamertemperatuur te worden gehouden. Een verwarmingselement kan dus nodig zijn, afhankelijk van de plaats van het aquarium. De schildpadden zijn niet zulke goede zwemmers en er moeten dan ook voldoende voorwerpen in het aquarium aanwezig zijn waarmee de schildpad gemakkelijk het wateroppervlak kan bereiken. De muskusschildpad kan met een goede verzorging 25 jaar of ouder worden. Terugkomende kosten voor het houden van een muskusschildpad zijn die van voedsel, elektriciteit en eventuele kosten als de schildpad ziek wordt.